# Ministr zahraničí
Ministr zahraničí je člen vlády, který stojí v čele ministerstva zahraničí. Je zodpovědný za mezinárodní vztahy domovského státu.

## Historie úřadu v dějinách Československa a České republiky
V dějinách Československa i České republiky byl tento post několikrát přejmenován. Vyskytla se tato pojmenování:
- ministr zahraničí
- ministr zahraničních věcí
- ministr mezinárodních vztahů

### Československo (1918–1992)
Prvním ministrem zahraničí Československa se stal Edvard Beneš, a to jako člen exilové vlády vytvořené 14. října 1918 v Paříži. Edvard Beneš byl do této funkce potvrzen při následném sestavování první československé vlády, vzniklé na základě Prozatímní ústavy (Zákon č. 37 / 1918 Sb. Z. a n.), která byla projednána a přijata Národním výborem ve dnech 12. a 13. listopadu 1918. Beneš v této funkci setrval až do 18. prosince 1935, kdy byl zvolen hlavou státu.
Od 4. října 1938 zastával funkci ministra zahraničí až do obsazení okleštěné republiky nacistickými vojsky (15. března 1939) František Chvalkovský. V letech 1940–1945 vykonával funkci ministra zahraničí v londýnské exilové vládě Jan Masaryk.
Po II. světové válce se postu ujal opět Jan Masaryk, jehož funkční období skončilo náhle jeho smrtí dne 10. března 1948. V čele úřadu poté v letech 1948–1989 stáli komunističtí ministři.
Listopadová sametová revoluce v roce 1989 přinesla s sebou po více než 40 letech první ne zcela komunistickou vládu, kterou dne 10. prosince 1989 jmenoval odstupující prezident Gustáv Husák. Ministerstvo zahraničí od toho dne vedl Jiří Dienstbier (v té době za Občanské fórum).

### Česká republika (od 1992)
Od 2. července 1992, kdy začala působit vláda České republiky, stanul ve funkci ministra mezinárodních vztahů Josef Zieleniec (v té době za ODS). Se vznikem samostatné České republiky dne 1. ledna 1993 byla tato funkce přejmenována na ministra zahraničí. Ministrem zůstal Josef Zieleniec, který poté v čele ministerstva působil až do 23. října 1997.
2. ledna 1998 se ministrem stal Jaroslav Šedivý a od tohoto data je tato funkce nazývána ministr zahraničních věcí.

## Pojmenování úřadu ve světě
V některých zemích světa (např. v Norsku, Spojených státech, Velké Británii) plní roli ministra zahraničí ve vládě tzv. státní sekretář.
- Francie: ministère des Affaires étrangères
- Kanada: minister of Foreign Affairs
- Německo, Rakousko: Außenminister
- Norsko: statssekretær
- Polsko: minister spraw zagranicznych
- Slovensko: minister zahraničných vecí
- USA: Secretary of State
- Velká Británie: Secretary of State for Foreign and Commonwealth Affairs